# Štěpán Zichy
Štěpán hrabě Zichy z Vásonykeő (Stephan Graf Zichy von Zich und Vásonykeő / István gróf Zichy de Zich et Vásonykeő; 13. dubna 1780 – 8. června 1853 Vídeň) byl uherský šlechtic a rakouský diplomat, zastával také čestný úřad strážce uherské koruny. Od mládí působil v diplomatických službách, vynikl jako dlouholetý rakouský vyslanec v Prusku (1811–1827). Jeho dcery se provdaly do českých rodin Valdštejnů a Kinských. Valdštejnové jako dědictví převzali panství Číčov na Slovensku.

## Životopis

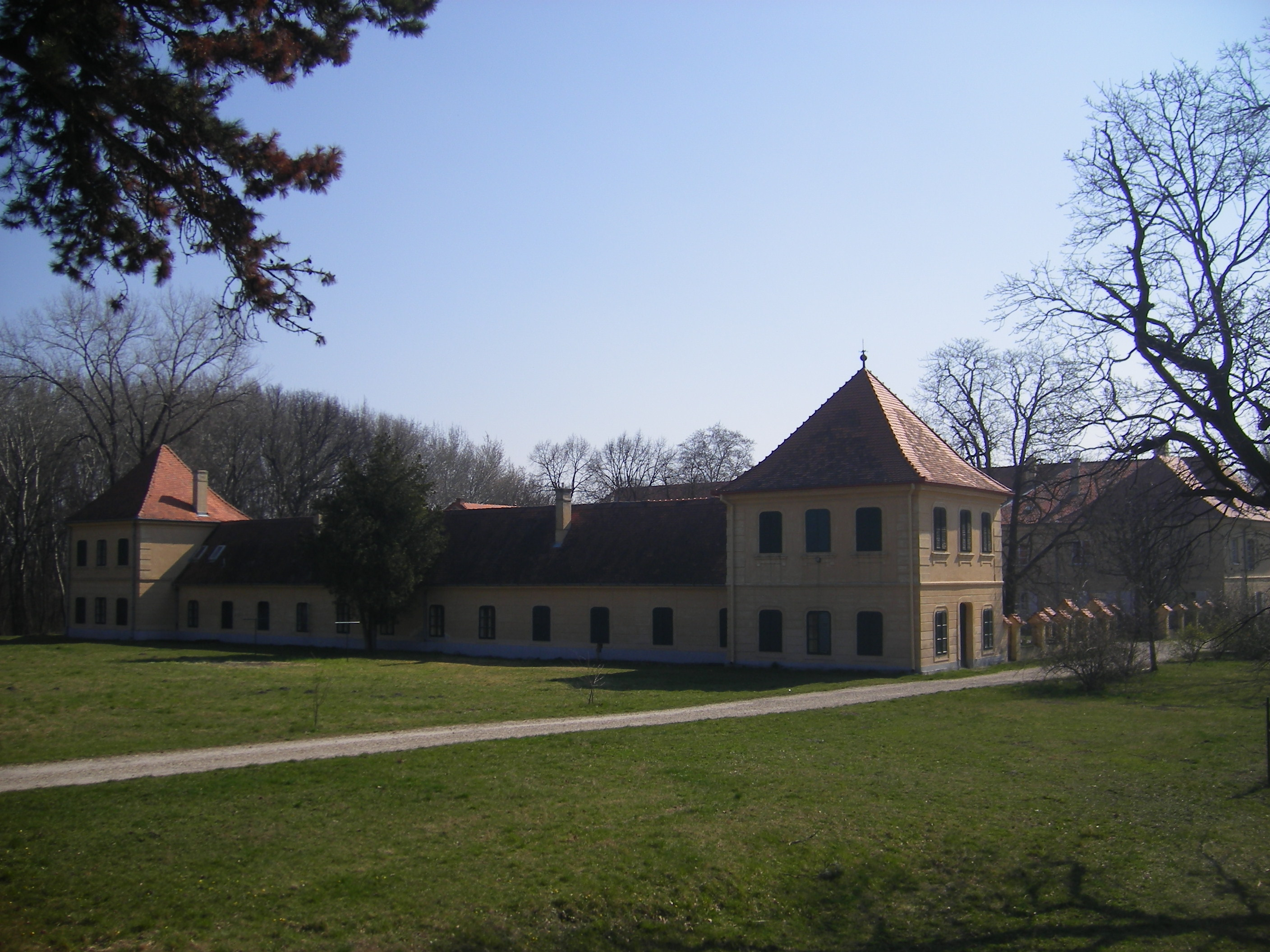
Zámek Číčov, majetek Štěpána Zichyho

Pocházel z uherského šlechtického rodu Zichyů, byl jediným synem c. k. komořího hraběte Štěpána Zichyho (1755–1841), po matce Marii Terezii, rozené Pálffyové (1760–1833), měl také příbuzenské vazby na rodiny Esterházyů nebo Batthyányů. Po studiích vstoupil do diplomatických služeb, na nižších postech začínal v Berlíně a Londýně, kde se oženil s hraběnkou Františkou Starhembergovou, dcerou rakouského vyslance ve Velké Británii knížete Ludvíka ze Starhembergu. Starhemberg byl po nějakou dobu Zichyho mentorem v diplomacii. V letech 1805–1809 byl Štěpán Zichy vyslancem v Sasku.
V letech 1811–1827 zastával funkci rakouského vyslance v Prusku, kde během dlouholetého pobytu získal řadu cenných kontaktů, mimo jiné byl i oblíbencem krále Fridricha Viléma III. Po napoleonských válkách byl delegátem na několika mezinárodních kongresech (Opava, Lublaň, Verona). Při odchodu z Pruska obdržel Řád červené orlice. V letech 1827–1828 byl rakouským velvyslancem v Rusku, ale protože jeho rodině nevyhovovaly zdejší klimatické podmínky, po necelých dvou letech na funkci rezignoval. Poté žil v soukromí ve Vídni. Byl též c. k. tajným radou a komořím. V Uhrách vlastnil panství Číčov u Komárna, které pak sňatkem přešlo na spřízněný rod Valdštejnů.
V roce 1803 se v anglickém městě Twickenham oženil s hraběnkou Františkou Annou ze Starhembergu (1787–1864), dcerou diplomata knížete Ludvíka ze Starhembergu. Měli spolu pět dětí, oba synové zemřeli v mládí. Dcera Marie Terezie (1813–1868) se provdala za hraběte Jana Nepomuka z Valdštejna (1809–1876), který následně zdědil velkostatek Číčov. Další dcera Marie Anna (1824–1902) byla manželkou předčasně zemřelého hraběte Antonína Kinského (1817–1846).